# Fortaleza del Real Felipe

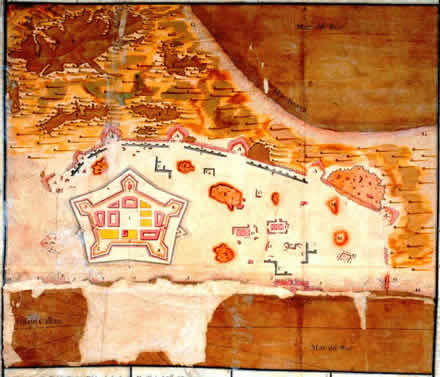
Plano de la Plaza y Puerto del Callao que muestra la Fortaleza del Real Felipe a la llegada del Virrey Amat.

La Fortaleza del Real Felipe es una fortificación construida en el siglo XVIII en la bahía del Callao (Perú), durante los gobiernos de los virreyes José Antonio Manso de Velasco y Manuel de Amat y Junyent, para defender el puerto contra los ataques de piratas y corsarios. 
Es una de las pocas obras de arquitectura militar que existen en el Perú y es una de las más grandes que construyeron los españoles en América. Fue conocida durante la época virreinal, en conjunto con los fuertes «San Rafael» y «San Miguel», como los «Castillos del Callao». 
Su nombre fue elegido en honor del rey Felipe V de la Casa de Borbón, que había fallecido en 1746. Posteriormente fue renombrada por José de San Martín como «Castillo de la Independencia» al iniciarse la etapa republicana, recuperando su nombre original en 1925.
Tiene la forma de un pentágono irregular ocupando un área de 83 000 m², con un baluarte en cada uno de sus cinco vértices. Los baluartes llevan los nombres del Rey, la Reina o la Patria, el Príncipe, Jonte o San Felipe, la Princesa, la Tapia o San Carlos y San José o la Natividad. Además de ellos dispone de dos torreones: el Rey y la Reina (este último torreón mira hacia el mar, en dirección oeste), así como cinco murallas: la del Camino Real, de la Marina, Camino de Chucuito, la Marcelosa y la de Camino de la Magdalena. Posee dos puertas: la Principal, que está en la muralla del Camino Real, y la del Perdón, que está en la muralla Camino de Chucuito. En dirección norte desde la fortaleza se hallaba el Fuerte San Miguel y al sur se encontraba el Fuerte San Rafael.
Actualmente su uso es turístico, sirviendo como sede del Museo del Ejército del Perú.

## Descripción
La fachada principal tiene un frontón triangular. Delante de esta hay un puente levadizo simbólico precedido por dos garitas, donde están los centinelas de la Guarnición. La fortaleza es de estilo Vauban y tiene forma pentagonal.
La fortaleza tiene la forma de un pentágono irregular ocupando un área de 70 000 m². En cada uno de sus cinco vértices se edificó un baluarte, que fueron bautizados con los nombres de «El Rey», «La Reina», «San Felipe», «San Carlos» y «San José».
El recinto posee dos entradas. La «Principal» o «de Honor» se ubica en el tramo de la muralla comprendido entre los baluartes de «El Rey» y «San José». Se encontraba orientada hacia el antiguo «Camino Real» de Lima al Callao (hoy avenidas Sáenz Peña y Óscar R. Benavides). Contaba con un puente levadizo para cruzar el foso de agua que originalmente rodeaba a la fortaleza. En la actualidad frente a ella se halla la «Plaza Independencia». La secundaria, situada en la parte posterior de la fortaleza, es conocida como la «Puerta del Perdón», pues fue utilizada durante el sitio del Callao por los desertores que se pasaban al lado patriota.

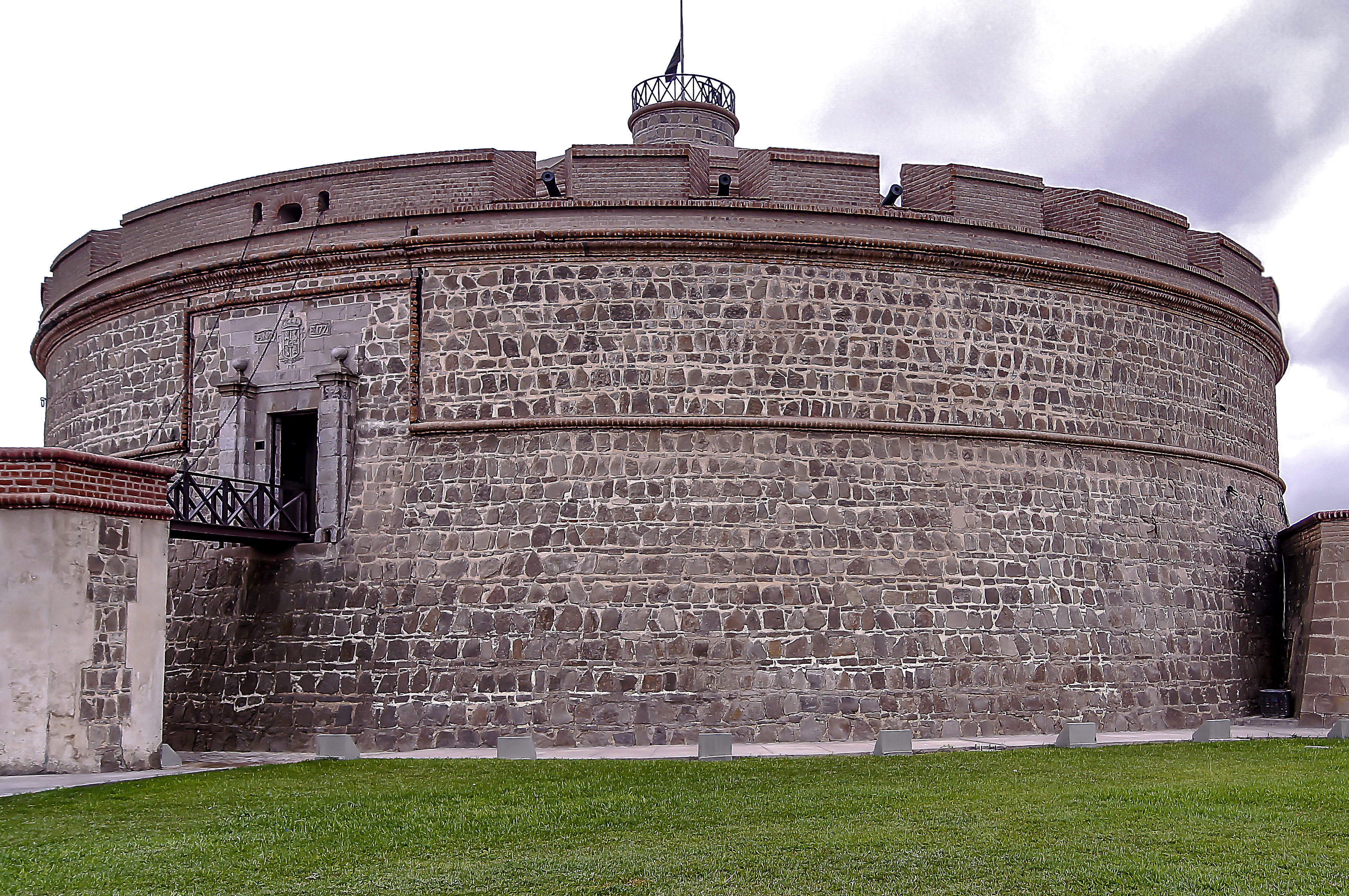
Torreón del Rey. Fue restaurado a mediados de la década de 1990 del siglo XX y se caracteriza por contar con tres niveles (base, machón y mirador). La base tiene 24 cañones de fierro y el machón ocho cañones de bronce.

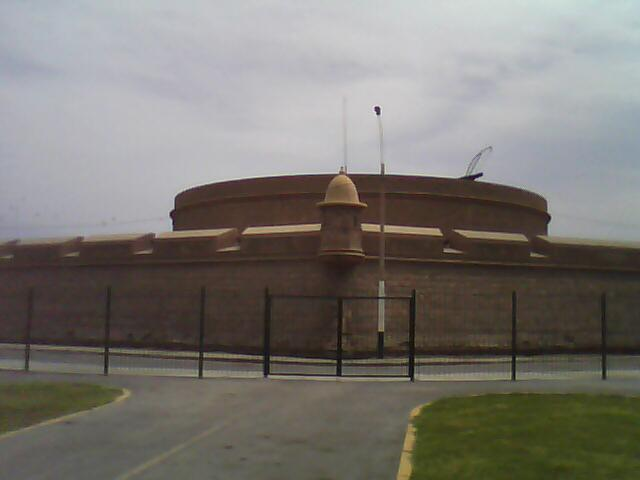
Torreón de la Reina. Puede verse, en el baluarte pentagonal de la Reina, una de las garitas restauradas a mediados de la década de 1970 del siglo XX.

El «Torreón del Rey» se halla en el baluarte del mismo nombre. Cuenta con tres niveles, en dos de los cuales hay plataformas con cañonesː la primera con veinticuatro de fierro y la segunda con ocho de bronce. El interior era un búnker laberíntico que poseía todo lo adecuado para resistir cualquier ataque. Un puente levadizo completaba la seguridad, pues era el único acceso que poseía cada torreón. Al igual que el torreón de la "Reina", el del "Rey" fue modificado durante la guerra del Pacífico, reemplazándose los niveles superiores por dos plataformas para cañones giratorios.
El «Torreón de la Reina», ubicado en el baluarte homónimo, estaba equipado con depósitos de municiones, provisiones y un pozo con agua. Posee un calabozo semicircular en el que los detenidos permanecían de pie todo el tiempo. Inicialmente el torreón contaba con dos niveles con plataformas de cañones, pero se modificó en la guerra con Chile, eliminándose el nivel superior, donde se prepararon cuatro plataformas para cañones giratorios Vavasseur, uno de los cuales aún existe en el museo.
Ambos torreones eran considerados como dos fortalezas dentro de la misma, pues si el recinto principal era ocupado por los invasores, se levantaban los puentes, que eran el único acceso a los torreones, permitiéndoles aislarse del exterior para continuar la lucha desde allí.
La «Casa del Gobernador» era el lugar de alojamiento del jefe militar de la plaza. Se construyó en el vértice del baluarte de «San Carlos» y tenía tallados en su frontis los escudos de los reyes de España. Hoy se exhiben allí objetos pertenecientes a diferentes épocas militares, desde la incaica hasta la etapa republicana.
El «Caballero de los Doce Cañones» está ubicado en la parte alta de la «Casa del Gobernador». Fue construido durante el gobierno del virrey Amat. Al igual que los torreones, tenía capacidad de convertirse en un fuerte impenetrable en caso de la ocupación del atacante, al cual se le podía contraatacar desde allí. Su nombre se debe al armamento que utilizaba: doce cañones que apuntaban hacia los cuatro lados; además de tres líneas de retirada, cada una con cañones apuntando contra los invasores.
En la parte baja del baluarte de «San Carlos» se construyeron cuatro «casamatas» destinadas inicialmente como almacenes pero que luego serían usadas como prisiones.
En una sala aparte se encuentra «La Casa de la Mujer» que rinde homenaje a la mujer peruana por su participación en tiempos de guerra. Al lado, donde estaba antiguamente la cisterna, destaca la «oploteca», esto es, la colección de armas portátiles del museo. Se exhiben armas de puño (pistolas y revólveres), de largo alcance (fusiles y carabinas) y de acompañamiento (ametralladoras, lanzagranadas y morteros).
Dentro del recinto se halla también el Parque de Vehículos Blindados, donde se exponen tanques de distinta procedencia; y el Parque de Artillería, en el que se muestran cañones utilizados por el ejército en diversas etapas de su historia.

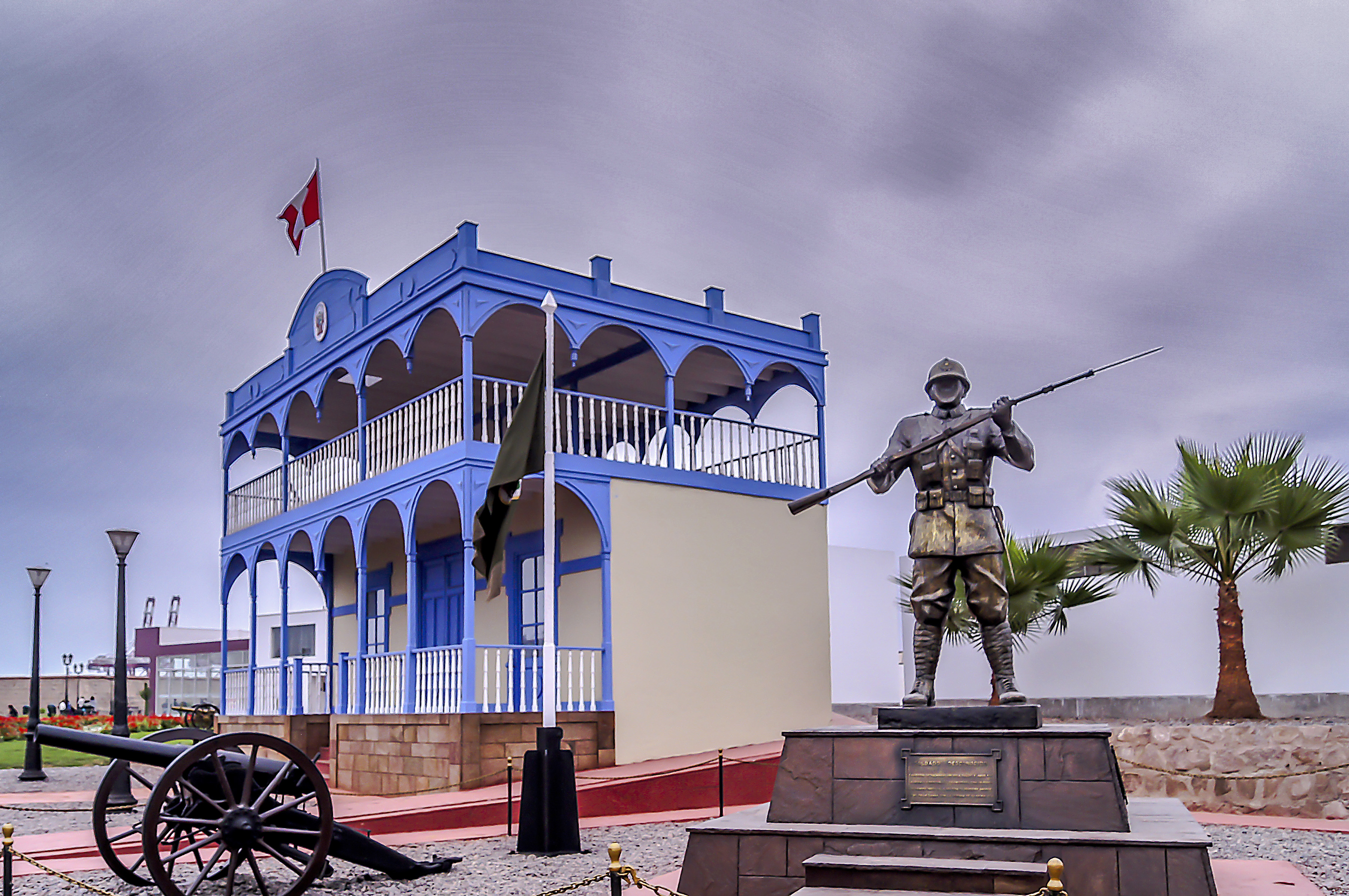
Réplica de la Casa Bolognesi

También se exhibe una réplica de la parte frontal de la «Casa de la Respuesta», existente en la ciudad de Arica, en la que el coronel EP Francisco Bolognesi dio su célebre respuesta. Al lado de esta réplica se halla el «Monumento al Soldado Desconocido», que representa a todos aquellos que en honor al ejército sacrificaron su vida por la patria.
Desde 2008 la fortaleza posee un Centro de Convenciones en su interior, que cuenta con un auditorio con capacidad para 1500 asistentes, además de una sala de prensa, restaurantes y stands para la venta de artesanías.

## Historia

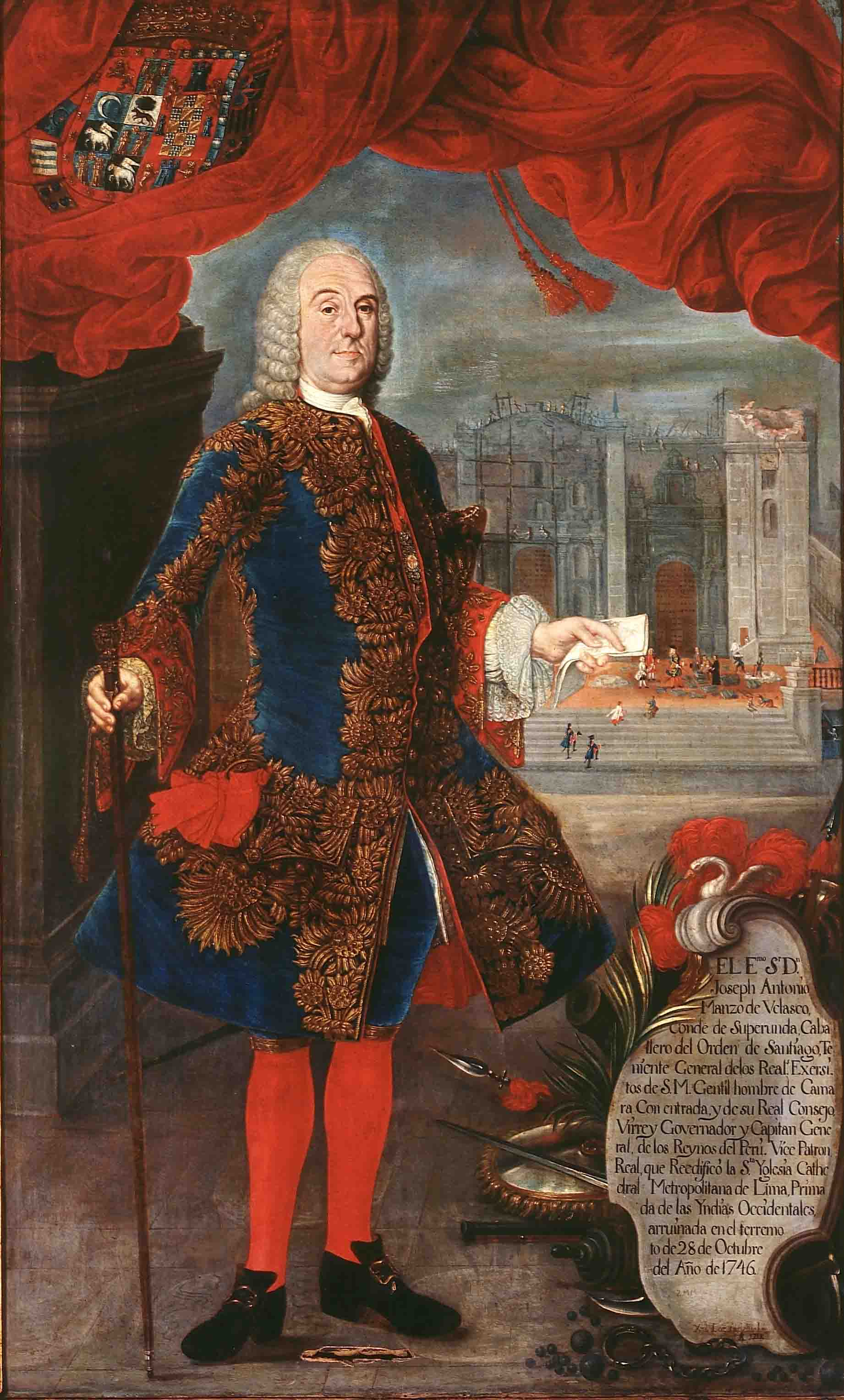
Virrey José Antonio Manso de Velasco, I conde de Superunda. Durante su gobierno se construyó la fortaleza del Real Felipe.

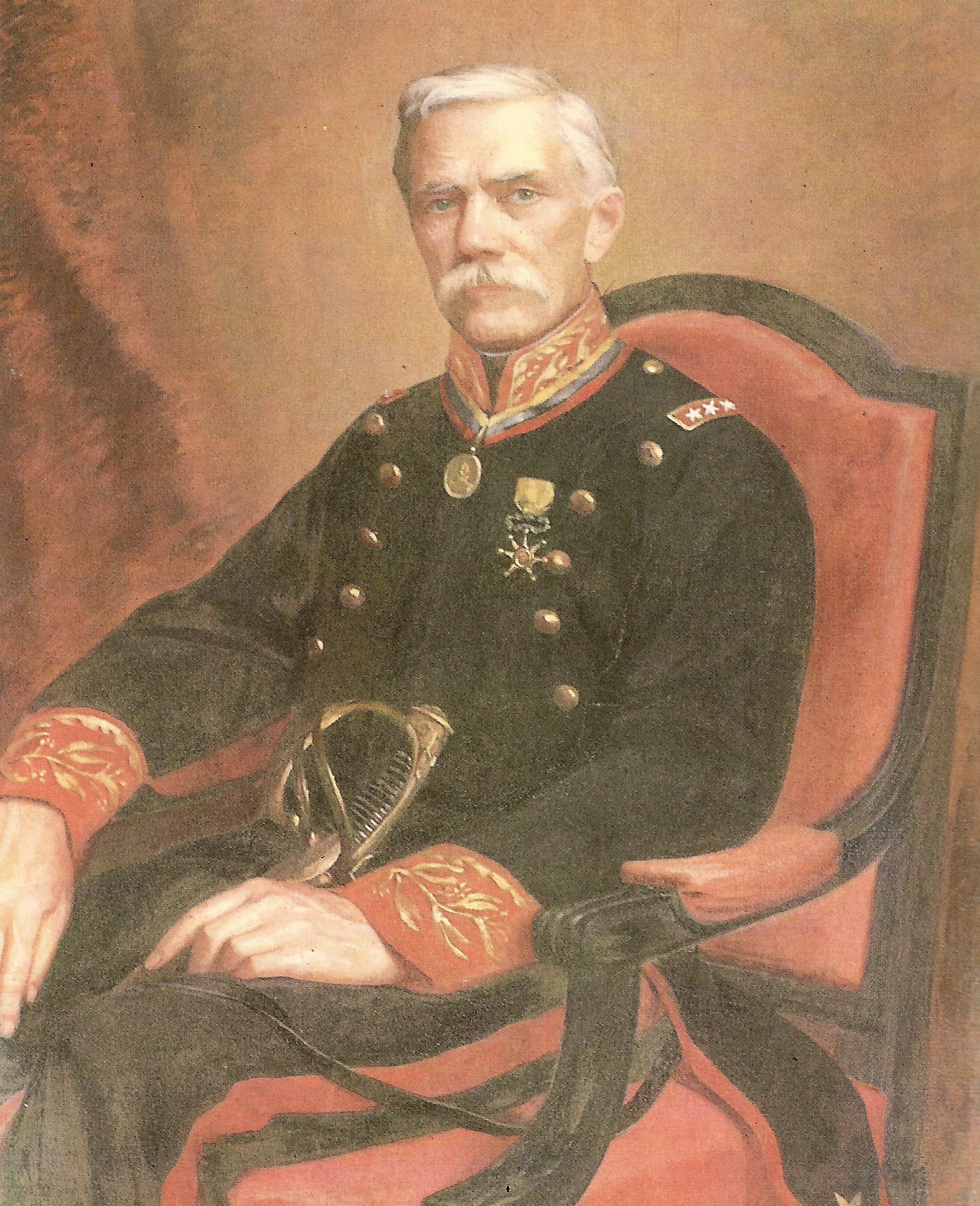
General Bartolomé Salom por Emilio Mauri.

### Antecedentes
Durante el Virreinato del Perú, El Callao era el puerto por donde se embarcaban las riquezas de la región con rumbo a España. Por esta razón fue víctima de un constante ataque de parte de corsarios y piratas. Para proteger el puerto, el virrey Pedro de Toledo y Leiva dispuso su fortificación, construyendo entre 1640 y 1647 las murallas que rodearon el entorno de la ciudad. Pero un terremoto en 1746, al que siguió pocos minutos después un maremoto, destruyó gran parte del puerto, dejándolo desprotegido. Es entonces que el virrey José Antonio Manso de Velasco, conde de Superunda, ordenó la construcción de una fortaleza.

### Construcción
El 29 de diciembre de 1746 se aprobó el diseño presentado por el matemático y arquitecto francés Luis Godin y los españoles José Amich y Juan Francisco Rossa. El 21 de enero de 1747 se iniciaron los trabajos con el cavado de las zanjas y el 1 de agosto del mismo año se llevó a cabo la colocación de la primera piedra. Fue una de las más grandes obras de arquitectura que realizó España, con un costo de tres millones de pesos. Para esta se utilizaron bloques de piedra traídos de las canteras de la isla San Lorenzo y de los restos desenterrados de las antiguas murallas destruidas por las catástrofes. Estos bloques compuestos de cuarcita y arenisca fueron reforzados con «calicanto». El nombre fue elegido en honor de Felipe V de la Casa de Borbón, que había fallecido por esos días. La edificación finalizó durante el mandato del virrey Manuel de Amat y Junient en 1774.
En 1782, el virrey Manuel Guirior notó que la fortaleza era vulnerable a un «golpe de mano» por sus flancos. Por ello decidió construir dos pequeños fuertes, llamados «San Miguel» y «San Rafael», que se hallaban a corta distancia hacia ambos lados del recinto completando el sistema defensivo llamado «Los Castillos del Callao».

### Durante la independencia
La fortaleza permaneció sin mayores incidentes hasta 1806 cuando se empezó a gestar la independencia del Perú. Fue entonces cuando el virrey José Fernando de Abascal y Sousa ordenó construir un almacén para las armas y la artillería, así como una cisterna que pudiera contener agua para abastecer a dos mil hombres por cuatro meses de ocurrir un sitio a la fortaleza.
El Almirante Guillermo Brown realizó un bloqueo al puerto del Callao el 21 de enero de 1816. Al mando de una flotilla, Brown capturó algunos barcos españoles y bombardeó el puerto sin causar mayores daños. Fueron contestados por los cañones de los castillos y de las baterías terrestres, que obligaron a retroceder a los atacantes.
El 16 de enero de 1819, la fortaleza rechazó el ataque de la escuadra inglesa del almirante Lord Thomas Cochrane durante el gobierno del virrey Joaquín de la Pezuela. Ese intento infructuoso obligó al general José de San Martín a entrar a la capital por Pisco y no por el Callao. Una vez declarada la independencia, se ordenó el sitio del fortín, que se hallaba bajo dominio español al mando del general José de La Mar. El 19 de septiembre de 1821, al ver la escasez de alimentos y la amenaza de epidemia que sufrían sus tropas, La Mar decidió entregar la plaza y unirse a las fuerzas independentistas. San Martín entonces renombró la fortaleza bautizándola como «Castillo de la Independencia».
La fortaleza volvió a dominio español tras la Sublevación del Callao realizada por el sargento Dámaso Moyano en 1824, tomando el mando de esta el brigadier español José Ramón Rodil y Campillo, quien, negándose a reconocer la capitulación de Ayacucho, resistió el asedio de las fuerzas patriotas al mando del general Bartolomé Salom hasta el 22 de enero de 1826, en que entregó la plaza al ver que la ayuda de España no llegaba. Esta acción fue el fin del Imperio español en América del Sur, pues el mismo día se juraba la independencia de Chiloé, que fue anexionado a Chile con la firma del Tratado de Tantauco una semana antes.

### En la República

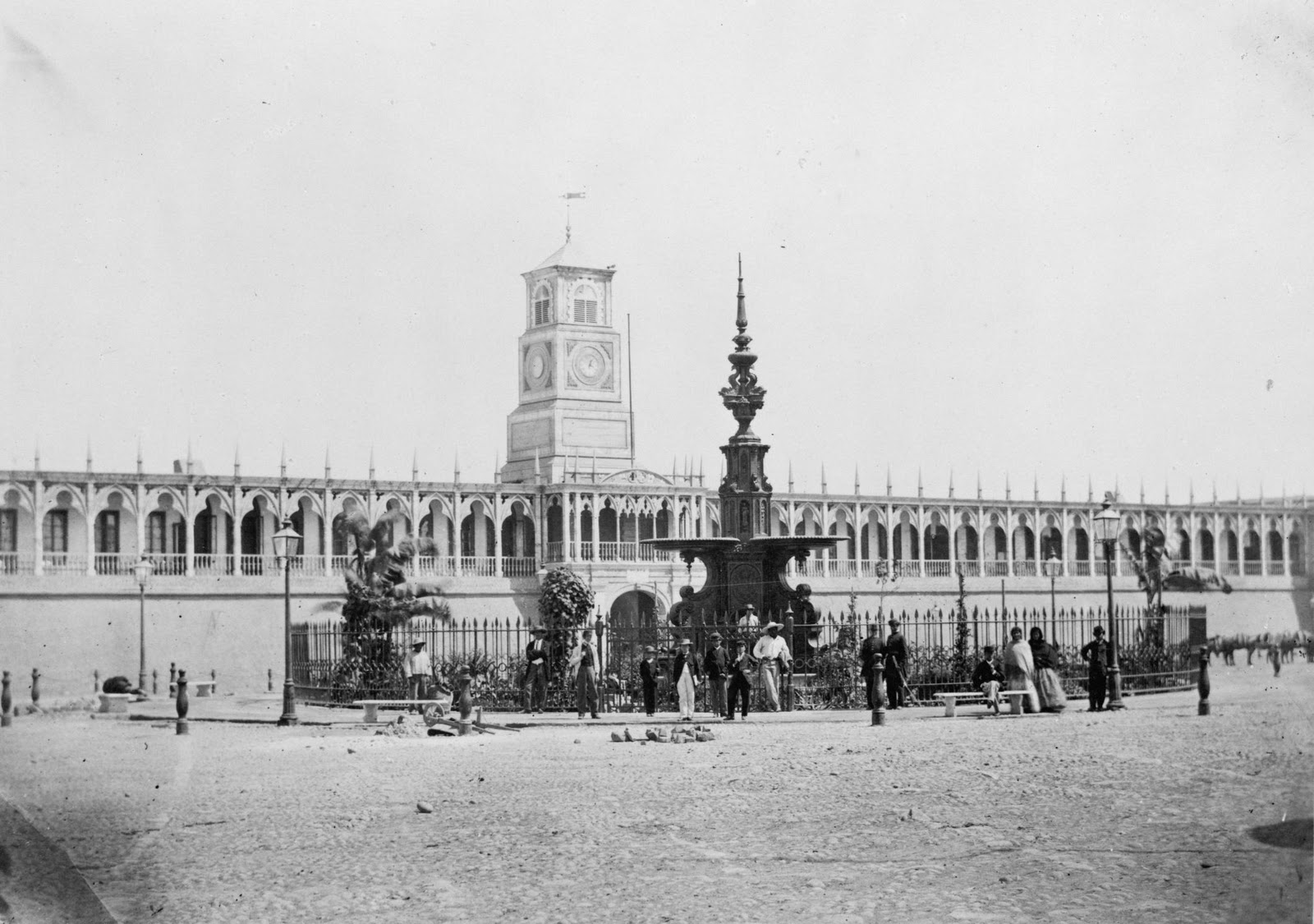
Castillo del Real Felipe convertido en la Aduana del Puerto del Callao. Puede verse, en primer plano, la pileta de la Plaza Independencia (foto de 1868).

De 1826 a 1833, la fortaleza del Real Felipe sirvió como prisión política. 
En 1834 sirvió de refugio al recién elegido presidente Luis José de Orbegoso y Moncada, al sospechar de un golpe de Estado de parte del expresidente Agustín Gamarra. Al año siguiente, el presidente Orbegoso se dirigió al Cusco en un intento por frenar las acciones revolucionarias del mariscal Gamarra en el sur del país. En su ausencia, el sargento Pedro Becerra se amotinó en el Callao, en la madrugada del 1 de enero de 1835, apoderándose de la fortaleza. Sin embargo, la revuelta fue sofocada a los pocos días por el general de división Felipe Santiago Salaverry.
El 21 de agosto de 1838 las tropas de Manuel Bulnes derrotaron en la batalla de Portada de Guías a las fuerzas de Orbegoso, logrando ocupar Lima y establecer un gobierno provisional al mando de Agustín Gamarra. Luego se procedió el 31 de agosto a sitiar con parte del ejército el Castillo del Callao en el que fuerzas leales a Santa Cruz se habían guarnecido al mando del coronel Manuel de la Guarda. Las potencias extranjeras impedían un bloqueo eficaz del puerto lo que permitía a las fuerzas confederadas del puerto reabastecerse fácilmente y resistir el asedio. Finalmente, el ejército de Bulnes no pudo derrotar a las tropas atrincheradas en la Fortaleza del Real Felipe.
El 10 de mayo de 1839, la fortaleza fue convertida en aduana, por decreto del presidente Agustín Gamarra para lo cual se desmanteló el Castillo, destinando sus edificios al objeto indicado y se vendieron áreas de terrenos vecinos a privados.
En 1866, durante el combate de 2 de mayo, el fuerte fue una de las líneas defensivas peruanas contra la flota española al mando del almirante Casto Méndez Núñez.

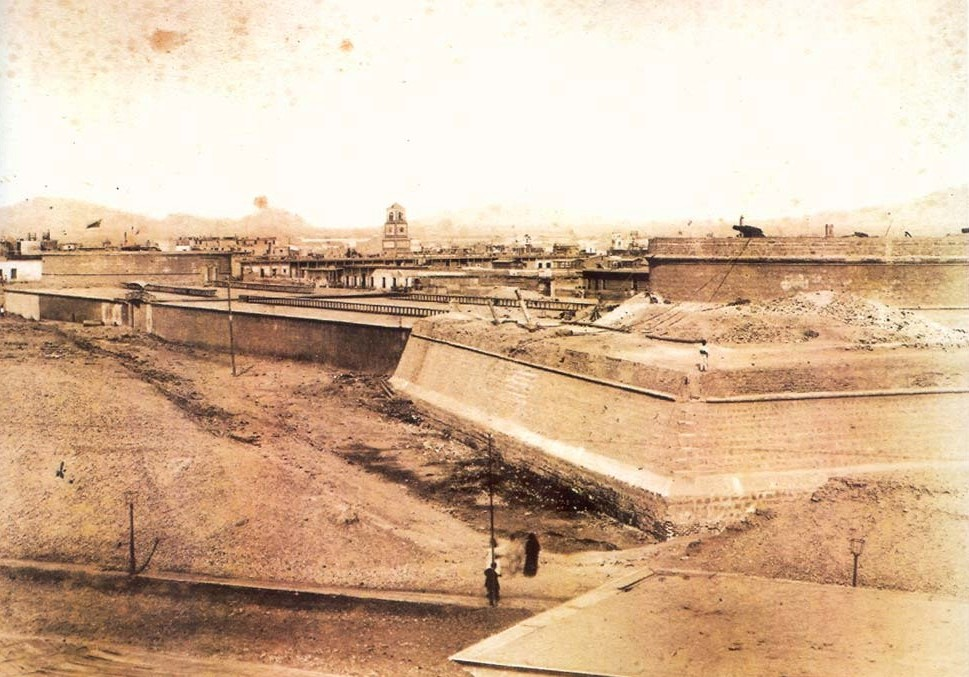
Torreón de la Reina, baluarte de la Reina y murallas de la Fortaleza del Real Felipe, donde previsiblemente se instalaron algunos cañones para la defensa del puerto del Callao en la guerra del guano y del salitre (foto de 1880).

El último suceso militar de la fortaleza fue durante la Guerra del Pacífico, en la cual la fortaleza impidió el desembarco de la escuadra chilena al mando del almirante Galvarino Riveros Cárdenas en el Callao. El castillo sobrevivió a la guerra, pero no sucedió lo mismo con los fuertes «San Rafael» y «San Miguel», que fueron completamente destruidos por las tropas chilenas. Después de la guerra, la fortaleza siguió funcionado como Aduana hasta 1934, año en que la aduana se traslada a su nuevo, y actual, local ubicado en el terminal marítimo del Callao.
En 1925, por disposición del presidente Augusto Leguía, se realizaron los trabajos de restauración del recinto retomando el nombre original de Fortaleza del Real Felipe.
El 20 de febrero de 1931 se produjo en la fortaleza una sublevación militar–policial encabezada por el general de Brigada EP Pedro Pablo Martínez y Ledesma contra el presidente Luis Miguel Sánchez Cerro. El general Martínez intentó con un discurso obtener el apoyo del pueblo del Callao, pero no obtuvo éxito. Tras varias horas de lucha los rebeldes se rindieron luego que aeroplanos del ejército bombardearan el lugar.
Desde 1934, la fortaleza del Real Felipe ha tenido distintos usos. En sus diversas instalaciones ha alojado a las oficinas de Resguardo, Capitanía de Puerto y hasta una Comisaría del Cuerpo de Seguridad de la República, habiéndose establecido en el sector donde funcionó la Comisaría una cárcel para presos políticos. Hasta el 31 de diciembre de 1945 fue sede de la Escuela de Suboficiales del Cuerpo Aeronáutico del Perú, habiendo funcionado además depósitos del Ministerio de Aeronáutica.
Fue declarada «Monumento Histórico Nacional» el 19 de mayo de 1952 por la Ley N.° 11841 dada por el Congreso de la República y promulgada por el presidente Manuel Odría. Se convirtió en sede del «Museo del Ejército Peruano».
En 1962, el diputado por el Callao Víctor Pérez Santistevan presenta un proyecto para la fortaleza del Real Felipe. El proyecto de restauración de la fortaleza fue llevado a cabo en 1962, siendo dirigido por el arquitecto Víctor Pimentel Gurmendi.
El Castillo del Real Felipe fue cuartel del Batallón de Infantería Paracaidista "3 de Octubre" N.º 39 del Ejército del Perú hasta 1980 y desde junio de 1980 hasta 1983 el Batallón de Infantería de Comandos "Guardia Chalaca" N.º 40 tuvo su sede allí. A partir de 1984 hasta nuestros días, lo ocupan el Batallón de Infantería Motorizada "Legión Peruana" N.º 1 y la Batería de Artillería Volante de la "Legión Peruana de la Guardia" del Ejército del Perú. 
En la fortaleza fue recluido por cerca de tres años el general Jaime Salinas Sedó al ser capturado luego de su intento por restablecer el orden democrático en el país tras el Autogolpe de 1992 durante el gobierno de Alberto Fujimori.
En 2007 bajo el segundo gobierno de Alan García se inició una nueva restauración de parte del Servicio de Ingeniería del Ejército, en coordinación con la Dirección de Museos del Ejército y bajo la Supervisión del Instituto Nacional de Cultura. Esta refacción fue con motivo de la realización del Foro de Cooperación Económica Asia-Pacífico del 2008, donde la fortaleza fue una de las sedes del evento.
En 2016 el museo fue nuevamente restaurado así como muchas piezas de su colección, como trajes militares y cartas manuscritas de Bolognesi. El equipo de la historiadora del arte Costarricense Eugenia María Abadía González y los restauradores peruanos Roxiemiro Fernández y Carlos Huallpa fueron los responsables por la restauración de las obras y del museo.
Desde el 2023 se realizaran trabajos de excavación, allí se hallaron los vestigios un piso de ladrillo que sería del siglo XVII, fragmentos de cerámicas, implementos de guerra y piedras preciosas.